# Antisa Chvitsjava
Antisa Chvitsjava (Georgisch: ანტისა ხვიჩავა) (8 juli 1880 – 30 september 2012) was een Georgische vrouw die beweerde 132 jaar oud te zijn, wat haar de oudst levende mens ter wereld zou hebben gemaakt. De claim was gebaseerd op haar paspoort uit de tijd van de Sovjet-Unie, waarop het jaartal 1880 stond. Er waren echter twijfels aan de authenticiteit van het document. 
Chvitsjava woonde met haar kleinkinderen en achterkleinkinderen in het dorp Satsjino, in de moderne gemeente Tsalendzjicha in het laagland van de west-Georgische regio Samegrelo-Zemo Svaneti, waar ze ook geboren was.